# Elias Kachunga
Elias Kachunga, né le 22 avril 1992 à Haan en Allemagne, est un footballeur international congolais. Il évolue au poste d'attaquant au sein du club anglais de Cambridge United.

## Carrière
Lors de la saison 2014-2015, il inscrit six buts en Bundesliga.
Le 26 juin 2015, il s'engage en faveur du FC Ingolstadt.
Le 24 juin 2016, Elias Kachunga est prêté pour une saison avec option d'achat au club anglais d'Huddersfield Town, en Championship. Une blessure à une cheville lors d'un match contre Newcastle met fin à sa saison 2017-2018. 
Après avoir joué avec les équipes de jeunes de l'Allemagne, il honore sa première sélection avec la République démocratique du Congo le 26 mars 2017 en entrant en jeu lors d'un match amical face au Kenya.
Le 2 septembre 2020, il rejoint Sheffield Wednesday.
Le 6 août 2021, il rejoint Bolton Wanderers.
Le 1er août 2023, il rejoint Cambridge United.

## Palmarès
- Champion d'Allemagne de D2 en 2013 avec le Hertha Berlin

- Vainqueur de la EFL Trophy en 2023 avec Bolton Wanderers

## Vie privée
Elias Kachunga est né d'une mère allemande et d'un père congolais, Innocent Kachunga, né dans la ville de Goma et parti en Allemagne en 1987.